# TurboVNC
TurboVNC è un software di controllo remoto open source composto da un server e da un viewer (client) e disponibile per Linux e Windows.
Si tratta di una versione ad alte prestazioni di VNC, derivata da TightVNC e progettata per migliorare le prestazioni e la compressione per applicazioni 3D, video e altre attività intensive di elaborazione delle immagini.
Nel corso del tempo, TurboVNC ha subito significative evoluzioni, integrando un moderno codice base del server X (basato su X.org) e numerose altre funzionalità e correzioni rispetto alla versione originale di TightVNC 1.3.x sulla quale si basava.

## Caratteristiche
TurboVNC è progettato per fornire prestazioni elevate, specialmente per applicazioni 3D e video. Oltre a questo fornisce una serie di caratteristiche interessanti.
Utilizza una variante della codifica Tight per migliorare la compressione e la velocità di trasferimento dei dati. È compatibile con IPv6, garantendo una migliore connettività nelle reti moderne. L'integrazione con VirtualGL consente l'accelerazione OpenGL per le applicazioni 3D.
Supporta l'autenticazione con password monouso e credenziali Unix, offrendo così un livello di sicurezza aggiuntivo.
Il supporto per WebSockets permette ai visualizzatori basati su browser di connettersi senza la necessità di proxy, rendendo l'accesso remoto ancora più flessibile.
TurboVNC è compatibile con altre distribuzioni VNC, in particolare quelle che supportano la codifica Tight come TigerVNC, TightVNC e UltraVNC.

## Protocollo
TurboVNC utilizza il protocollo RFB (Remote Framebuffer) per stabilire la connessione tra client e server. Dopo aver stabilito la connessione, client e server negoziano il protocollo di codifica che in TurboVNC è una variante della codifica Tight. I dati vengono quindi trasferiti dal server al client, che li decodifica e visualizza l'immagine sullo schermo del client in tempo reale.
TurboVNC integra VirtualGL per accelerare le applicazioni OpenGL, migliorando le prestazioni delle applicazioni grafiche 3D su reti con latenza elevata o larghezza di banda limitata.

## Progetti derivati
Ci sono diversi progetti che utilizzano componenti di TurboVNC. Alcuni dei più noti includono:
- TigerVNC: Un progetto che ha utilizzato gli algoritmi di codifica TurboVNC per migliorare le prestazioni delle connessioni remote.
- UltraVNC: Un altro progetto che ha adottato il codificatore TurboVNC per migliorare la compressione e la velocità di trasferimento dei dati.
- LibVNCServer: Utilizza componenti di TurboVNC per fornire un server VNC robusto e ad alte prestazioni.

## Impiego in casi reali
Santos Ltd. (South Australia and Northern Territory Oil Search), società australiana di esplorazione e produzione di petrolio e gas ha dichiarato in un articolo di aver risparmiato milioni di dollari utilizzando VirtualGL e TurboVNC al posto dell'hardware delle workstation 3D.
Altair Engineering, multinazionale americana specializzata in software e soluzioni cloud per simulazione, calcolo ad alte prestazioni (HPC), analisi dei dati e intelligenza artificiale, annunciava che il suo Display Manager utilizzava VirtualGL e TurboVNC.